# Dmitri Stakheïev
Dmitri Ivanovitch Stakheïev (Дмитрий Иванович Стахе́ев), né le 2 (14) février 1840 à Elabouga dans le gouvernement de Viatka (Empire russe) et mort le 2 mars 1918 à Yalta dans le gouvernement de Tauride (aujourd'hui en Crimée), est un écrivain russe. 

## Biographie
Dmitri Stakheïev est le fils du riche négociant Ivan Stakheïev. Il est envoyé à 14 ans à Tomsk pour se former au commerce, puis à Kiakhta, ville fondée en Bouriatie en 1727 à la frontière avec la Mongolie, dépendant de l'Empire de Chine; déjà à 16 ans, il est capable de mener son affaire de commerce de thé pour des centaines de milliers de roubles. Il est inscrit comme marchand de la IIe guilde à l'âge de 18 ans. En 1860, il se marie contre la volonté de son père avec la fille d'un marchand peu fortuné de Kiakhta et son père lui coupe toute aide financière. En mai 1862, il part s'installer dans la région du fleuve Amour et ouvre un atelier de bougies à Blagovechtchensk. Il vend tout dix-huit mois plus tard et part pour Saint-Pétersbourg où il rêve de se consacrer à la littérature. Il passe en 1868 un examen en candidat libre à l'université de Saint-Pétersbourg pour devenir enseignant de lettres. Il enseigne au lycée de jeunes filles de la perspective Liteïny et donne des cours particuliers. En 1869, il entre au contrôle d'État (Государственный контроль) et est envoyé comme « révizor » à Stavropol. Il rentre à Saint-Pétersbourg au bout d'un an. 
Il démissionne en 1872, pour s'occuper uniquement de littérature et en 1874 il reçoit sa part d'héritage paternel. Il partage le même appartement de 1874 à 1892 que Nikolaï Strakhov. En 1905, il s'installe à Yalta en Crimée pour soigner sa femme. Il meurt d'une attaque cardiaque et est enterré à Alouchta. 
Sa première femme, Lioubov Constantinovna Trapeznikova (1843-1891), peignait. Deux ans après sa mort, Stakheïev s'est remarié avec sa gouvernante, Olga Dmitrievna Tchistiakova.

## Hommages
Une statue de Stakheïev assis se trouve devant l'université à Elabouga, sa ville natale.

## Œuvre
Stakheïev a commencé à publier en 1857. Il est l'auteur de chroniques de voyage, de romans, de nouvelles, de récits et de poèmes. Entre 1864 et 1877, il a publié pour les revues Iskra, Le Réveille-Matin, Le Mot russe, les Annales de la Patrie, Le Messager de l'Europe et dans le journal La Gazette de Moscou.
Il a travaillé comme journaliste ou rédacteur en chef dans différentes publications grand public, comme Niva (1875-1877), Le Messager russe (1896), Le Monde russe (1871-1880).

### Liste des œuvres
- Dmitri Ivanovitch Stakheïev От Китая до Москвы: история ящика чаю: очерки. — СПб.; М., 1870 (De la Chine à Moscou, histoire d'une caisse de thé, essai, Saint-Pétersbourg-Moscou, 1870)

#### Romans
- Наследники [Les Héritiers] (1875)
- «Домашний Очаг» [Le Foyer domestique] (Saint-Pétersbourg, 1879)
- «На закате» [Au coucher du soleil] (Saint-Pétersbourg, 1880)
- Законный брак [Mariage légal] (1881)
- Торжество правосудия [Le Triomphe de la justice] (1882)
- Избранник сердца [L'Élu du cœur] (1883)
- «Студенты»  [Les Étudiants] (Saint-Pétersbourg, 1887)
- Обновлённый храм [L'Église renouvelée] (1890)
- «Обновлённый храм» [L'Église renouvelée] (Saint-Pétersbourg, 1892)
- «Неугасающий свет» [Lumière éternelle] (Saint-Pétersbourg, 1893)
- «Горы золота» [Les Montagnes d'or] (Saint-Pétersbourg, 1894)
- «Духа не угашайте» [N'éteignez pas l'esprit] (Saint-Pétersbourg, 1896)
- Золотой полуимпериал [Semi-impérial d'or] (1901)
- Замоскворецкие тузы [L'As de Zamoskvaretchié] (1903)
- Отелло и гладиаторы [Othello et les gladiateurs] (1904)
- Отец Мартин и его сослуживцы [Le Père Martin et ses collègues] (1904)
- Встречи и знакомства [Rencontres et Connaissances] (1905)